# Горенє Селце
Горенє Селце (словен. Gorenje Selce) — поселення в общині Требнє, регіон Південно-Східна Словенія, Словенія.